# Цвиланце
Цвиланце (мкд. Цвиланце) је насеље у Северној Македонији, у северном делу државе. Цвиланце припада општини Старо Нагоричане.

## Географија
Цвиланце је смештено у северном делу Северне Македоније. Од најближег града, Куманова, село је удаљено 20 km источно.
Село Цвиланце се налази у историјској области Средорек, на споју долине реке Пчиње планинског залеђа на истоку (планине Козјак и Германска планина), на око 530 метара надморске висине.
Месна клима је континентална.

## Становништво
Цвиланце је према последњем попису из 2002. године имало 52 становника.
Огромна већина становништва у насељу су етнички Македонци (100%).
Претежна вероисповест месног становништва је православље.